# Antonio Amaya Carazo
Antonio Amaya Carazo es un exfutbolista español, natural de San Cristóbal de los Ángeles, nacido el 31 de mayo de 1983 en Madrid. Jugaba en la posición de defensa central. Su hermano mayor es el jugador Iván Amaya.

## Trayectoria
Nacido en Madrid, Amaya comenzó su carrera futbolística en San Cristóbal de los Ángeles. Desde el humilde U.D. San Sebastián de los Reyes, en Segunda División B se incorporó al Rayo Vallecano en 2002, siendo cedido a su antiguo club durante 6 meses. Volvió para convertirse en capitán y en uno de los pilares en la defensa vallecana, ascendiendo a la Segunda División en 2007-08.
El 14 de agosto de 2009, Amaya fichó por el Wigan Athletic de la Premier League, con un contrato de tres años, al que también se unió su compañero Mohamed Diamé una semana después. Hizo su debut en la derrota por 4-1 contra el Blackpool Football Club en la Copa de la Liga Inglesa el 26 de agosto, marcando el gol del Wigan con un cabezazo en tiempo de descuento.
Regresó cedido al club vallecano donde consiguió el ascenso a la primera división en junio del 2010. El Real Betis Balompié que acababa también de ascender a la primera categoría lo contrató para las siguientes tres temporadas por un 1.280.000€
En junio del 2014, volvió a Vallecas tras firmar un nuevo contrato con el Rayo Vallecano, que le unió a la entidad hasta el 2016.
El 31 de julio de 2018, el UCAM confirmó la incorporación del defensa, procedente del Rayo Vallecano, con el que ascendió a La Liga Santander tras jugar 17 partidos oficiales en Segunda División. Se trata, además, de un defensa con contrastada experiencia que suma un centenar de partidos oficiales en la máxima categoría del fútbol español, repartidos entre el cuadro madrileño y el Real Betis.
En 2020 fue investigado por recibir primas de terceros.
El 19 de enero de 2023 fue ratificada su condena por el Tribunal Supremo por aceptar primas de terceros con el fin de alterar el resultado de dos partidos.

## Clubes
- Actualizado el 3 de junio de 2014.

| Club                            | País       | Año         | Partidos | Goles |
| ------------------------------- | ---------- | ----------- | -------- | ----- |
| CD San Cristóbal de los Ángeles | España     | 2003 - 2004 | 15       | 0     |
| Rayo Vallecano de Madrid        | España     | 2004 - 2009 | 125      | 5     |
| Wigan Athletic FC               | Inglaterra | 2009 - 2010 | 2        | 1     |
| Rayo Vallecano de Madrid        | España     | 2010 - 2011 | 28       | 0     |
| Real Betis Balompié             | España     | 2011 - 2014 | 64       | 1     |
| Rayo Vallecano de Madrid        | España     | 2014 - 2018 | 18       | 2     |
| UCAM Murcia                     | España     | 2018 - 2019 |          |       |